# Sikuda
Sikuda es un subcondado del distrito de Busia. Está ubicado en la región Oriental de Uganda.

## Superficie
Posee una superficie de 35,21 kilómetros cuadrados.

## Población
Hasta 2020 presentaba una población de 22 100 habitantes, con una densidad de población de 627,7 habitantes por kilómetro cuadrado. De ellos 11 000 correspondían a hombres (49,8%) y 11 100 mujeres (50,2%).